# 이춘명 효자정문
이춘명 효자정문은 대한민국 경기도 양평군 청운면 갈운리에 있다. 1986년 5월 30일 양평군의 향토유적 제14호로 지정되었다.

## 개요
이 정려는 이춘명의 효행을 기리기 위해 고종 29년(1829)에 명정을 받아 건립한 것이다. 이춘명은 조선 고종때 갈운리 출신의 효자로 효령대군의 17대손, 이후해의 3남이다. 현재의 정려는 근년에 보수한 것으로 정면 1간(2.4m), 측면1간(2.48m)의 규모이다. 정문에는 ‘효자정려각(孝子旌閭閣)’이라는 현액과 그 안에는 ‘효자 증 동몽교관조봉대부 이춘명지문각 상지즉위 십팔년 명정(孝子 贈 童蒙敎官朝奉大夫 李春明之門閣 上之卽位 十八年 命旌)’이라는 현판이 걸려져 있다.